# Ouerrha
Der ca. 270 km lange Oued Ouerrha (auch Ouergha oder Ouargha geschrieben; arabisch واد ورغة, Tarifit Asif n’Wergha) ist einer der größten Flüsse im Norden Marokkos. Er speist den al-Wahda-Stausee und mündet in den Oued Sebou, der anschließend die fruchtbare Gharb-Ebene mit Wasser versorgt.

## Verlauf
Der Oued Ouerrha entspringt im Südosten der historisch-ethnischen Jebala-Region des Rifgebirges nordöstlich der Stadt Taounate. Er fließt vorwiegend in (süd)westliche Richtungen, durchfließt den im Jahr 1996 fertiggestellten al-Wahda-Stausee und mündet schließlich etwa 8 km südwestlich der Ortschaft Khenichet in den von Südosten aus dem Mittleren Atlas kommenden, längeren aber wasserärmeren Oued Sebou.

## Hydrometrie
Die Durchflussmenge des Ouerrha wurde 36 Jahre lang (1934–1970) am Pegel M'Jara, bei dem größten Teil des Einzugsgebietes in m³/s gemessen.

## Nebenflüsse
Der Ouerrha verläuft entlang den Südhängen des Rifs in westliche Richtung und hat daher nur von rechts mündende relevante Nebenflüsse. Die größten davon sind in ihrer Mündungsreihenfolge: Sra Sra, Sahela, Amzaz, Aoulai und Aoudour. Der Aoudour allerdings mündet seit dem Bau des al-Wahda-Stausees in diesen.

## Orte
Am Fluss gibt es traditionell kaum Orte, da diese in der Vergangenheit immer wieder von Hochwassern bedroht waren. Nach der Fertigstellung des al-Wahda-Stausees hat sich am Unterlauf des Flusses die Situation deutlich verbessert, was zu einer beträchtlichen Ausdehnung der landwirtschaftlich nutzbaren Flächen entlang der Uferzonen und in der Folge auch zu neuen Siedlungen geführt hat.

## Geschichte
Im Rahmen des Rifkriegs (1921–1926) erzielte eine französische Armeeeinheit im Jahr 1924 am Oued Ouerrha beinahe ohne Blutvergießen einen damals gefeierten Sieg über verschiedene untereinander zerstrittene Berberstämme.